# Seveux-Motey
Seveux-Motey est une commune nouvelle française résultant de la fusion — le 1er janvier 2019 — des communes de Motey-sur-Saône et de Seveux (séparées d'environ 5 kilomètres). Elle est située dans le département de la Haute-Saône, la région culturelle et historique de Franche-Comté et la région administrative Bourgogne-Franche-Comté.

## Géographie

### Climat
Pour des articles plus généraux, voir Climat de la Bourgogne-Franche-Comté et Climat de la Haute-Saône.
En 2010, le climat de la commune est de type climat des marges montargnardes, selon une étude du Centre national de la recherche scientifique s'appuyant sur une série de données couvrant la période 1971-2000. En 2020, Météo-France publie une typologie des climats de la France métropolitaine dans laquelle la commune est exposée à un climat semi-continental et est dans la région climatique Lorraine, plateau de Langres, Morvan, caractérisée par un hiver rude (1,5 °C), des vents modérés et des brouillards fréquents en automne et hiver.
Pour la période 1971-2000, la température annuelle moyenne est de 10,4 °C, avec une amplitude thermique annuelle de 17,4 °C. Le cumul annuel moyen de précipitations est de 938 mm, avec 12,6 jours de précipitations en janvier et 9 jours en juillet. Pour la période 1991-2020, la température moyenne annuelle observée sur la station météorologique de Météo-France la plus proche, « Chargey-lès-Gray », sur la commune de Chargey-lès-Gray à 15 km à vol d'oiseau, est de 11,5 °C et le cumul annuel moyen de précipitations est de 834,3 mm. 
La température maximale relevée sur cette station est de 39,3 °C, atteinte le 25 juillet 2019 ; la température minimale est de −18,2 °C, atteinte le 20 décembre 2009,,.
Les paramètres climatiques de la commune ont été estimés pour le milieu du siècle (2041-2070) selon différents scénarios d'émission de gaz à effet de serre à partir des nouvelles projections climatiques de référence DRIAS-2020. Ils sont consultables sur un site dédié publié par Météo-France en novembre 2022.

## Urbanisme

### Typologie
Au 1er janvier 2024, Seveux-Motey est catégorisée commune rurale à habitat dispersé, selon la nouvelle grille communale de densité à sept niveaux définie par l'Insee en 2022.
Elle est située hors unité urbaine. Par ailleurs la commune fait partie de l'aire d'attraction de Gray, dont elle est une commune de la couronne,. Cette aire, qui regroupe 63 communes, est catégorisée dans les aires de moins de 50 000 habitants,.

## Histoire
La commune est créée au 1er janvier 2019 par un arrêté préfectoral du 19 décembre 2018.

## Politique et administration

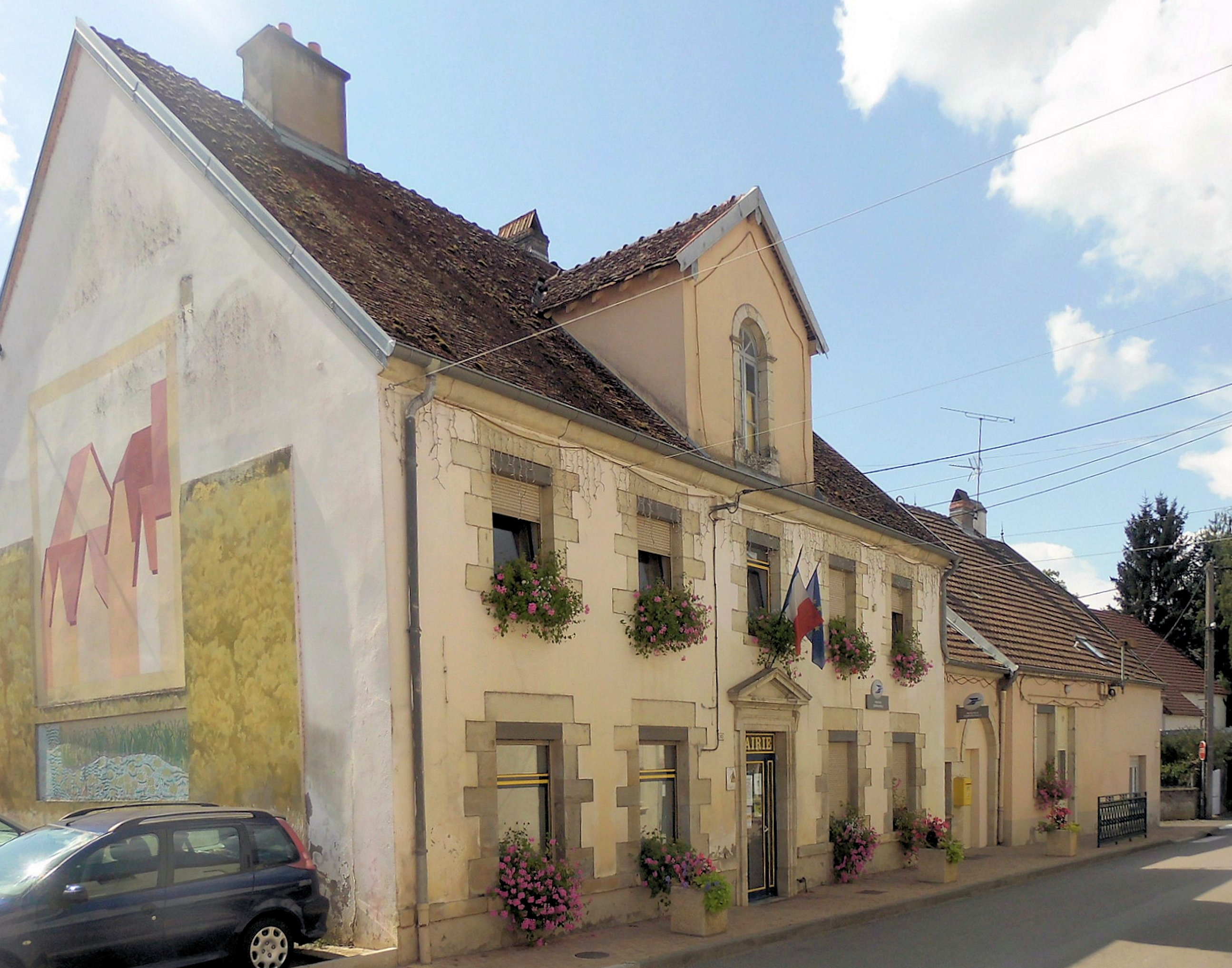
La mairie.

### Liste des maires
| Période         | Période     | Identité     | Étiquette | Qualité |
| --------------- | ----------- | ------------ | --------- | ------- |
| 23 Mai 2020     | 2026        | Jean Noly    |           |         |
| 15 janvier 2019 | 22 Mai 2020 | Roger Hyenne |           |         |

## Démographie
| Nom             | Code Insee | Intercommunalité                     | Superficie (km2) | Population (dernière pop. légale) | Densité (hab./km2) |
| --------------- | ---------- | ------------------------------------ | ---------------- | --------------------------------- | ------------------ |
| Seveux (siège)  | 70491      | CC des Quatre Rivières               | 16,89            | 452 (2016)                        | 27                 |
| Motey-sur-Saône | 70375      | CC des quatre rivières (Haute-Saône) | 2,99             | 30 (2016)                         | 10                 |